# Figalía (Élide)
Figalía, en grec moderne : Φιγαλεία, ou en français Phigalie, est un village et un ancien dème du  district régional d’Élide, en Grèce-Occidentale. Depuis 2010, il est fusionné au sein du dème de Zacháro.
Le nom du village fait référence à la cité antique de Phigalie.
Selon le recensement de 2011, la population du dème compte 1 371 habitants tandis que celle du village s'élève à 41 habitants.